# Leucosioidea
Leucosioidea ist eine Überfamilie der Krabben.

## Merkmale
Der Carapax ist sehr vielgestaltig und seine Regionen häufig nicht abgrenzbar. Die Oberfläche ist gewöhnlich glatt, aber mit Dornen oder Lappen besetzt. Die Stirn ist relativ schmal, meist zweilappig und nicht in Form einer Schnauze nach vorn ragend. Augen und Augenhöhle sind klein, und rundlich, der Überaugenhöhlenrand hat drei Spalten und ist entweder eigenständig oder mit dem Pterygostom verschmolzen. Die Antennulen sind klein manchmal funktionslos, die Antennen klein bis rudimentär. Eine Trennwand zwischen Augen- und Antennulenhöhle ist vorhanden. Das Epistom ist reduziert oder fehlt ganz.
Die Einstrom- und Ausstromöffnungen der Kiemenkammer liegen unter der Stirn-Augen-Region. Der Einstromkanal (endostegaler Kanal) ist entlang der Seiten des Endostoms tief ausgehöhlt und vom Exopodit des dritten Maxillipeds bedeckt, der Außenrand wird durch eine pterygostomiale Leiste gebildet. Der Ausstromkanal nimmt die in der Mitte liegende endostomiale Grube ein. Die Mundhöhle ist länglich, etwa dreieckig und vollständig von den dritten Maxillipeden bedeckt. Die Basis des dritten Maxillipeden ist gut entwickelt, der Palpus verborgen, der Exopodit relativ breit.
Die Scheren sind gleich groß und meist lang. Die Schreitbeine haben einfache Dactyli. Das thorakale Sternum ist breit, die Nähte zwischen den Segmenten unterbrochen. Die Sterno-pleonalhöhle ist, außer bei den Iphiculidae, tief. Das Pleon ist lang und erreicht fast die Mundhöhle. Die Somiten sind bei beiden Geschlechtern variabel verschmolzen, typischerweise das dritte bis sechste. Leidlich bei weiblichen Iphiculidae bleiben alle Somiten isoliert. Der erste Somit wird vom Carapax bedeckt, so dass er von oben nicht sichtbar ist. Ein Arretiermechanismus ist nicht ausgebildet, das Pleon der Weibchen bildet jedoch, außer bei den Iphiculidae, mit den Seitenkanten des Sternums eine Brutkammer. Ein Branchiosternalkanal dient der Belüftung der Eier. Das Sternum ist im Bereich des vierten Segments verbreitert.
Penis entspringt vom Ende des coxosternalen Kondylus des letzten Schreitbeins, die Geschlechtsöffnung (Gonopore) zeigt jedoch eine Verlagerung von coxal nach coxosternal. Die Vulva liegt sternal. Das erste Gonopodium ist gewöhnlich schlank, oft gewunden und am Ende ornamentiert, das zweite Gonopodium ist kurz.
Bestimmungsmerkmal für die Leucosioidea sind die Lage und Ausprägung der Kiemenkammerkanäle.

## Systematik
Die Leucosioidea werden in zwei Familien untergliedert:
- Iphiculidae Alcock, 1896
- Leucosiidae Samouelle, 1819